# Pocketbike
En pocketbike, der også betegnes minibike eller mini moto er en motorcykel i miniformat. De fleste traditionelle pocketbikes er forsynet med en totaktsmotor, som via en kæde trække baghjulet. Nogle modeller anvender en firetaktsmotor

## Histore
Hele konceptet omkring den organiserede fabriksmæssige produktion af pocketbikes kommer fra Japan, hvor de første pocketbikes blev produceret fra 1970'erne og '80'erne.
Lige som det var tilfældet med gokarts, blev de første pocket- eller minibikes oprindeligt samlet af entusiaster af reservedele og stumper de fandt i deres værksteder, og helt tilbage i 1950'erne fandtes der denne type små-bikes omkring motorbaners værksteder og pit-områder. Herfra blev de taget med hjem til private dirt-tracks, hvor de tiltrak interesse fra børn og unge, som i visse tilfælde videreudviklede konceptet og fremstillede deres egen "mini-motorcykel". Gradvist blev produktionen sat i faste rammer af bl.a. pocketbikeproducenter som Arctic-Cat, Rupp, Taco, Heath og Fox, som samtidig også producerede andre motordrevne kategorier af legetøj som gokarts og choppers m.m. I USA nåede denne bølge sit højdepunkt i perioden fra den sidste del af 1960'erne til den første del af 1970'erne.

## Typer
Pocketbikes har i dag udviklet sig inden for flere specialiserede kategorier, der alle har det til fælles, at de er en form for mini-motorcykel:
- Pocketbike/Minimoto – miniature version af en Grand Prix motorcykel udviklet til løb på (asfalterede) baner. Maksimumstørrelsen vil normalt være 50 cm i højden og 1 meter i længden. Motoren vil typisk være en 39-50cc 2-takts motor med maksimum output på 15 hestekræfter. Tophastigheden varierer mellem 30 og 70 km/t. Blandt de mest populære mærker er GRC, Polini, DM Telai, ZPF, Blata, Pasini og DSF, suppleret af nye og billigere mærker fra Kina som V-Racer og Sendai.

- Pit bike – en form for mini-scooter anvendt til at bevæge sig hurtigt rundt i pit-området på diverse motorbaner, men anvendes også i specielt USA til mini-motorcross. Blandt de mest kendte mærker er ThumbStar, Kawasaki, PBR og Workz.

- Mini chopper – mini-bikes der er miniatureudgaver af en chopper.

- Midi moto eller Midibike – lidt større udgaver med tophastigheder på omkring 115 km/t fra bl.a. Honda og Yamaha.

- Mini quad bike – en fire-hjulet off-road og terrængående mini bike.

## Legal status
Det er generelt ikke tilladt at anvende pocketbikes på offentlige veje og stier, og en overtrædelse vil ofte resultere i bøde samt evt. også konfiskering. De problemer, der knytter sig til anvendelsen af pocketbikes relaterer sig til såvel sikkerhedsmæssige forordninger, førerens alder og støjniveauet. 